# Mittenothamnium iporanganum
Mittenothamnium iporanganum är en bladmossart som beskrevs av Jules Cardot 1913. Mittenothamnium iporanganum ingår i släktet Mittenothamnium och familjen Hypnaceae. Inga underarter finns listade i Catalogue of Life.